# Вентозелу
Вентозелу (порт. Ventozelo; МФА: [vẽ.tu.ˈze.ɫu]) — парафія в Португалії, у муніципалітеті Могадору. Розташована в північно-східній частині країни, на теренах історичної португальської провінції Трансмонтана. Входить до складу округу Браганса. За адміністративним поділом, чинним до 1976 року, терени парафії були складовою провінції Трансмонтана і Верхнє Дору. Належить до Брагансько-Мірандської діоцезії Католицької церкви. Патрон — Діва Марія. Площа — 23,9829 км². Населення — 146 ос. (2011). Слабо урбанізований регіон. Густота населення — 6,09 осіб/км²
. Код — 040825.

## Населення
| Кількість мешканців | Кількість мешканців | Кількість мешканців | Кількість мешканців | Кількість мешканців | Кількість мешканців | Кількість мешканців | Кількість мешканців | Кількість мешканців | Кількість мешканців | Кількість мешканців | Кількість мешканців | Кількість мешканців | Кількість мешканців | Кількість мешканців |
| ------------------- | ------------------- | ------------------- | ------------------- | ------------------- | ------------------- | ------------------- | ------------------- | ------------------- | ------------------- | ------------------- | ------------------- | ------------------- | ------------------- | ------------------- |
| 1864                | 1878                | 1890                | 1900                | 1911                | 1920                | 1930                | 1940                | 1950                | 1960                | 1970                | 1981                | 1991                | 2001                | 2011                |
| 493                 | 522                 | 507                 | 553                 | 548                 | 463                 | 511                 | 475                 | 478                 | 473                 | 332                 | 359                 | 274                 | 189                 | 146                 |